# السهل الأوروبي الشرقي

السهل الأوروبي الشرقي

السهل الأوروبي الشرقي  (يُعرف أيضًا بالسهل الروسي) عبارة عن سهل يتكون من سلسلة من أحواض الأنهار في أوروبا الشرقية. ويمثل هذا السهل بالاشتراك مع السهل الأوروبي الشمالي السهل الأوروبي. وهو أكبر جزء من منطقة المناظر الطبيعية الخالية من الجبال في أوروبا.
ويمتد السهل على مساحة 4,000,000 كيلومتر مربع (2,000,000 منطقة ميل2) بمتوسط ارتفاع 170 متر (560 قدم). وتوجد أعلى نقطة للسهل في هضاب فالادي ويبلغ ارتفاعها 346.9 متر (1,138.1 قدم).

## الحدود
يحد السهل البحر الأبيض وبحر بارنتس شمالاً، وجبال الأورال ونهر الأورال وبحر قزوين شرقًا وجبال القوقاز والبحر الأسود جنوبًا وبحر البلطيق وجبال كاربات وبعض الجبال في بولندا غربًا.

## التشعبات الإقليمية
يتشعب السهل إقليميًا إلى عدد من المناطق المميزة، التي تشمل:
- هضاب فالادي
- مرتفع روسيا الأوسط
- مرتفعات فولجا
- حوض نهر دنيبر (منخفضات دنيبر)
- منخفضات البحر الأسود

## الدول
- روسيا
- إستونيا
- لاتفيا
- ليتوانيا
- بيلاروسيا
- أوكرانيا
- بولندا
- مولدوفا
- كازاخستان (الجزء الأوروبي)

## التكونات الأرضية
النماذج الرئيسية التالية للتكوينات الأرضية موجودة في السهل الأوروبي الشرقي (مدرجة بشكل عام من الشمال إلى الجنوب).
- سلسلة منحدرات تيمان (Timan Ridge)
- منخفضات روسيا الشمالية
- سلسلة المنحدرات الشمالية
- مرتفعات البلطيق
- هضاب فالادي
- مرتفعات موسكو ru:Московская возвышенность
- مرتفعات روسيا الوسطى
- سلسلة منحدرات سمولينز موسكو ru:Смоленско-Московская возвышенность
- سلسة منحدرات بيلاروسيا
- مرتفعات فولجا
- بوليسيه
- مرتفعات فولينيان ru:Волынская возвышенность
- مرتفع بوداليان
- غور قزوين
- غور كوما مانيش
- غور ماري
- مرتفعات بوجولما-بيليبي
- أوبشي سيرت
- فاتسكي أوفالي

## أكبر الأنهار في أوروبا
- نهر الفولجا
- نهر الدانوب
- نهر الأورال
- نهر فيستولا
- نهر دنيبر
- نهر الدون
- نهر بيشورا
- نهر كاما
- نهر أوكا
- نهر بيلايا
- دوغافا
- نهر الراين
- نهر نيمان
- بيرغوليا